# Chakrasana

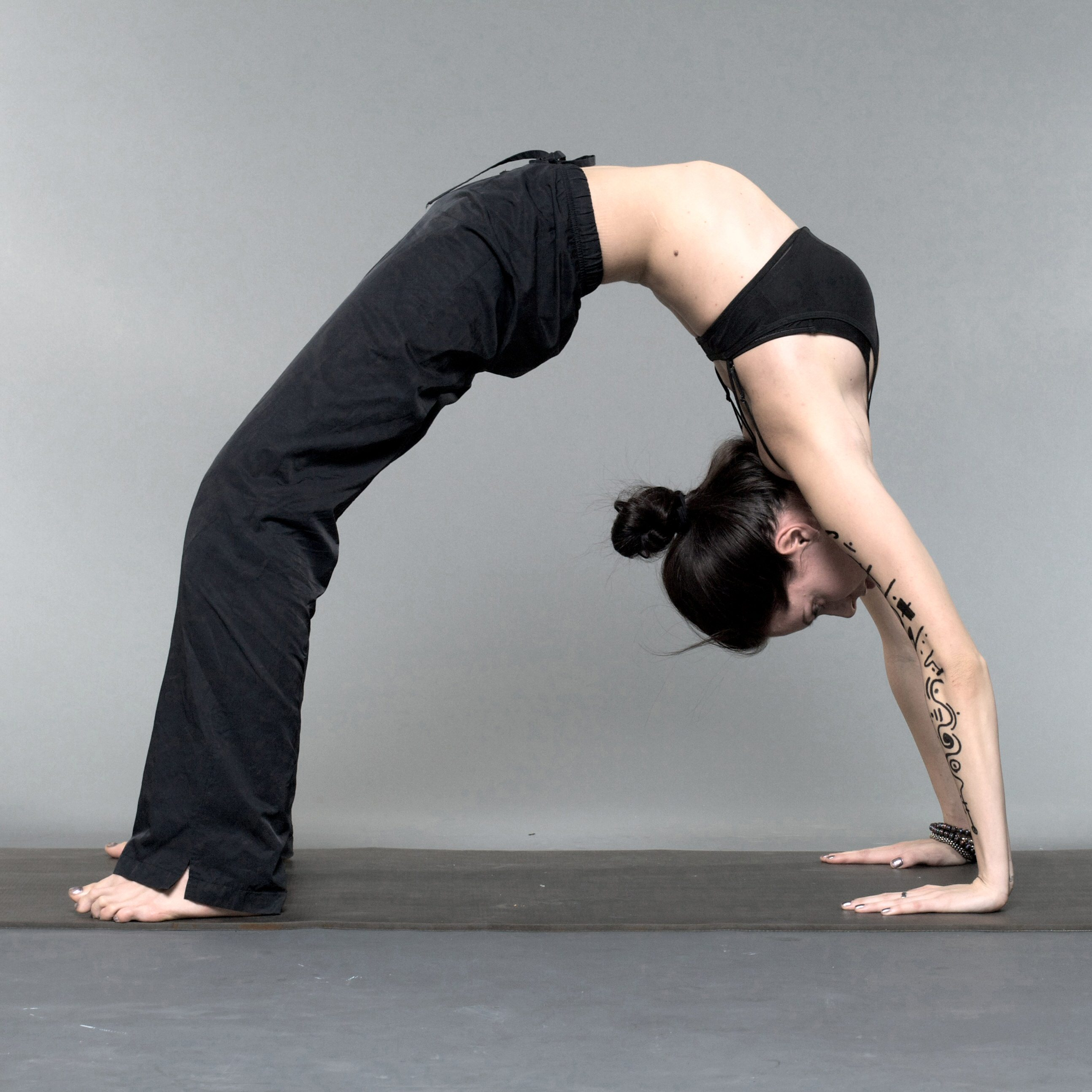
Le Chakrasana.

Le Chakrasana (sanskrit : चक्रासन), aussi appelée Urdva Dhanurasana (sanskrit : ऊर्ध्वधनुरासन), est une posture de yoga ou asana.